# Hu đay lông
Hu đay lông, trần mai lông, gạch (danh pháp khoa học: Trema tomentosum) là một loài thực vật có hoa trong họ Cannabaceae. Loài này được William Roxburgh miêu tả khoa học đầu tiên năm 1832 dưới danh pháp Celtis tomentosa. Năm 1971 Hiroshi Hara chuyển nó sang chi Trema.

## Phân loại
Bao gồm 2 thứ là:
- Trema tomentosum var. tomentosum: Nguyên chủng.
- Trema tomentosum var. viride (Planch.) Hewson, 1989